# Mistrzostwa Świata w Narciarstwie Alpejskim 2021
46. Mistrzostwa Świata w Narciarstwie Alpejskim – zawody sportowe rozegrane we włoskim ośrodku narciarskim Cortina d’Ampezzo, w dniach 8–21 lutego 2021 roku. Były to szóste mistrzostwa świata rozgrywane we Włoszech i trzecie w tej miejscowości. Poprzednio Cortina zorganizowała Mistrzostwa Świata w Narciarstwie Alpejskim 1932 i Mistrzostwa Świata w Narciarstwie Alpejskim 1956 (odbywające się w ramach VII Zimowych Igrzysk Olimpijskich).
Ze względu na zawieszenie Rosji we wszelkich imprezach sportowych rangi mistrzostw świata (afera dopingowa), reprezentanci rosyjscy wystąpili pod szyldem ekipy „Rosyjskiej Federacji Narciarskiej” (Russian Ski Federation), flagą z emblematem Rosyjskiego Komitetu Olimpijskiego i skrótem RSF.

## Medaliści

### Mężczyźni
| Konkurencja                 | Data      | Złoto                  | Czas    | Srebro              | Czas    | Brąz                 | Czas    |
| Zjazd szczegóły             | 14 lutego | Vincent Kriechmayr     | 1:37,79 | Andreas Sander      | 1:37,80 | Beat Feuz            | 1:37,97 |
| Supergigant szczegóły       | 11 lutego | Vincent Kriechmayr     | 1:19,41 | Romed Baumann       | 1:19,48 | Alexis Pinturault    | 1:19,79 |
| Superkombinacja szczegóły   | 15 lutego | Marco Schwarz          | 2:05,86 | Alexis Pinturault   | 2:05,90 | Loïc Meillard        | 2:06,98 |
| Slalom gigant szczegóły     | 19 lutego | Mathieu Faivre         | 2:37,25 | Luca De Aliprandini | 2:37,88 | Marco Schwarz        | 2:38,12 |
| Slalom szczegóły            | 21 lutego | Sebastian Foss Solevåg | 1:46,48 | Adrian Pertl        | 1:46,69 | Henrik Kristoffersen | 1:46,94 |
| Gigant równoległy szczegóły | 16 lutego | Mathieu Faivre         | -       | Filip Zubčić        | -       | Loïc Meillard        | -       |

### Kobiety
| Konkurencja                 | Data      | Złoto                               | Czas    | Srebro           | Czas    | Brąz                  | Czas    |
| Zjazd szczegóły             | 13 lutego | Corinne Suter                       | 1:34,27 | Kira Weidle      | 1:34,47 | Lara Gut-Behrami      | 1:34,64 |
| Supergigant szczegóły       | 11 lutego | Lara Gut-Behrami                    | 1:25,51 | Corinne Suter    | 1:25,85 | Mikaela Shiffrin      | 1:25,98 |
| Superkombinacja szczegóły   | 15 lutego | Mikaela Shiffrin                    | 2:07,22 | Petra Vlhová     | 2:08,08 | Michelle Gisin        | 2:08,11 |
| Slalom gigant szczegóły     | 18 lutego | Lara Gut-Behrami                    | 2:30,66 | Mikaela Shiffrin | 2:30,68 | Katharina Liensberger | 2:30,75 |
| Slalom szczegóły            | 20 lutego | Katharina Liensberger               | 1:39,50 | Petra Vlhová     | 1:40,50 | Mikaela Shiffrin      | 1:41,48 |
| Gigant równoległy szczegóły | 16 lutego | Marta Bassino Katharina Liensberger | -       | -                | -       | Tessa Worley          | -       |

### Drużynowo
| Konkurencja                     | Data      | Złoto | Srebro | Brąz                                                                                             |
| Rywalizacja drużynowa szczegóły | 17 lutego | Norwegia Sebastian Foss Solevåg · Kristin Lysdahl · Kristina Riis-Johannessen · Thea Louise Stjernesund · Fabian Wilkens Solheim | Szwecja Estelle Alphand · William Hansson · Sara Hector · Kristoffer Jakobsen · Jonna Luthman · Mattias Rönngren | Niemcy Emma Aicher · Lena Dürr · Andrea Filser · Stefan Luitz · Alexander Schmid · Linus Straßer |

## Tabela medalowa
| Lp. | Państwo           | złoto | srebro | brąz | razem |
| --- | ----------------- | ----- | ------ | ---- | ----- |
| 1.  | Austria           | 5     | 1      | 2    | 8     |
| 2.  | Szwajcaria        | 3     | 1      | 5    | 9     |
| 3.  | Francja           | 2     | 1      | 2    | 5     |
| 4.  | Norwegia          | 2     | 0      | 1    | 3     |
| 5.  | Stany Zjednoczone | 1     | 1      | 2    | 4     |
| 6.  | Włochy            | 1     | 1      | 0    | 2     |
| 7.  | Niemcy            | 0     | 3      | 1    | 4     |
| 8.  | Słowacja          | 0     | 2      | 0    | 2     |
| 9.  | Chorwacja Szwecja | 0     | 1      | 0    | 1     |